# Mięsień bródkowo-językowy

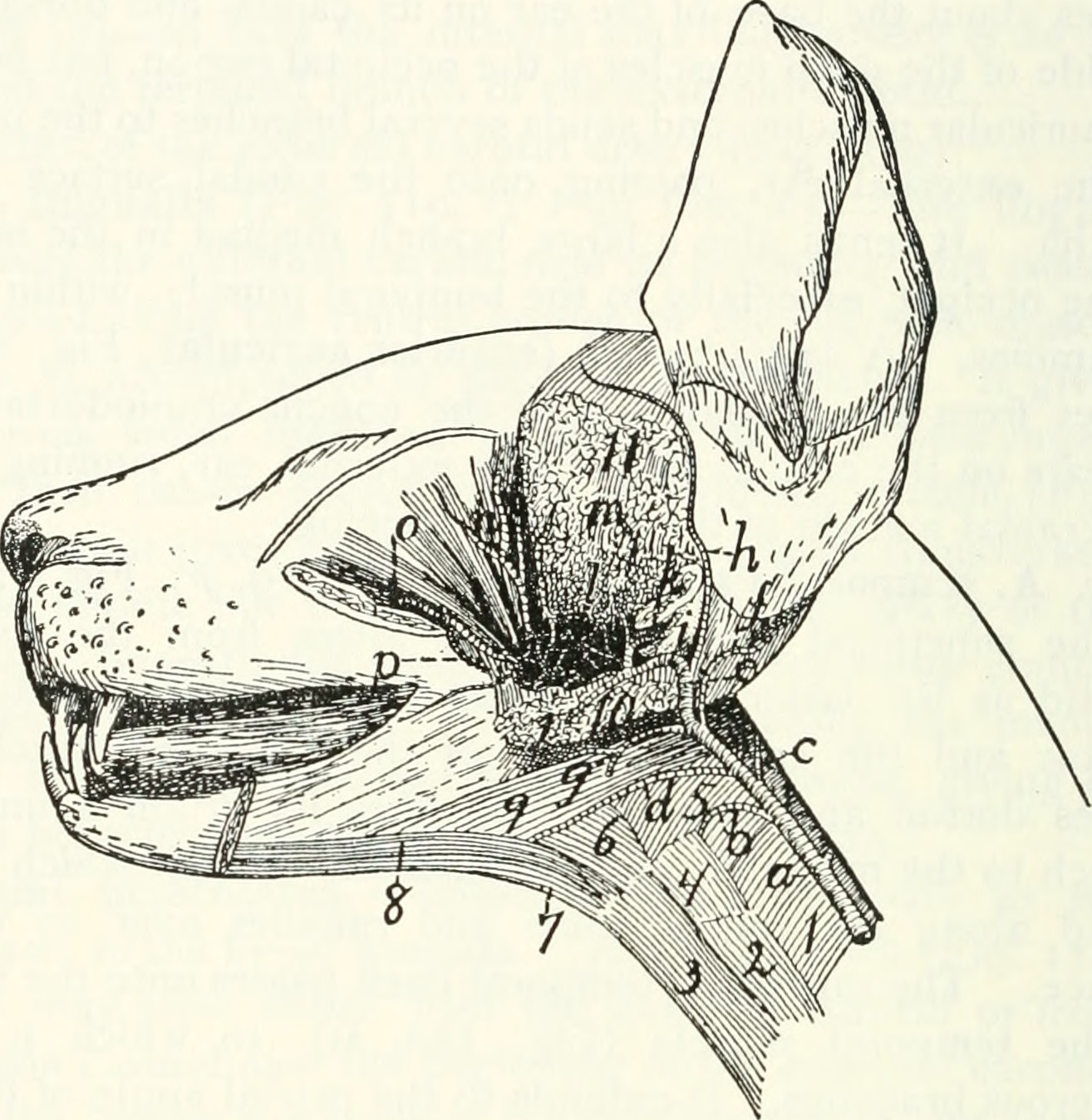
Mięśnie głowy i szyi kota. Mięsień bródkowo-językowy oznaczony numerem 8.

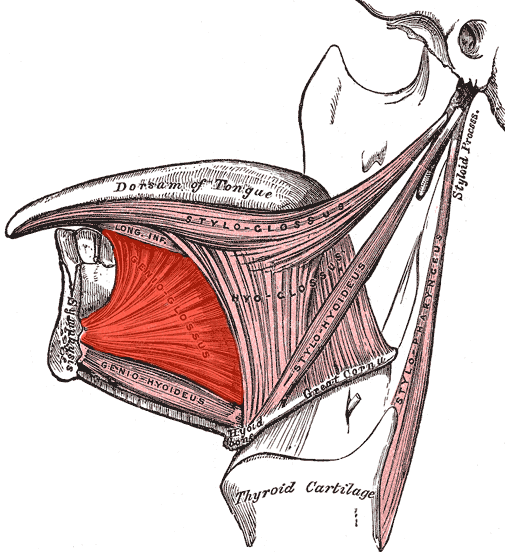
Mięsień bródkowo-językowy człowieka oznaczony na czerwono.

Mięsień bródkowo-językowy (łac. musculus genioglossus) – jeden z mięśni zewnętrznych języka.
Mięsień bródkowo-językowy przyjmuje spłaszczony, półpierzasty kształt. Jest to mięsień parzysty, sąsiaduje ze swym drugostronnym odpowiednikiem w płaszczyźnie pośrodkowej ciała. W przypadku gatunków posiadających w języku przegrodę przylega do niej. Może się też między nimi znajdować luźna tkanka łączna, np. u człowieka, u którego opisywany mięsień leży na mięśniach bródkowo-gnykowym i żuchwowo-gnykowym. Od boku odeń zaś leży mięsień podłużny dolny, mięsień gnykowo-językowy, mięsień rylcowo-językowy, jak też tętnica językowa wraz z jej odgałęzieniami.
Jako mięsień zewnętrzny języka mięsień bródkowo-językowy posiada swój przyczep na szkielecie. Leży on na kącie bródkowym żuchwy (u człowieka na kolcu bródkowym żuchwy), sięgając swą dolną częścią o ścięgnistej budowie aż do kości gnykowej. U człowieka przyczepiają się one po części do trzonu tej kości, częściowo zaś do nagłośni. Od wspomnianej części ścięgnistej odchodzą włókna mięśniowe, które, rozchodząc się niczym wachlarz, wstępują do ciała języka. Przez jego korzeń i trzon sięgają aż wierzchołka tego narządu, kończąc się w rozcięgnie języka. Część z nich przechodzi w mięsień pionowy języka. Krzyżują się z nimi włókna mięśnia poprzecznego języka.
Mięsień bródkowo-językowy zapewnia niektóre z ruchów języka. Pociąga go bowiem w kierunku dziobowym i brzusznym, formując rynienkę językową. U człowieka tylne włókna tego mięśnia przesuwają dziobowo nasadę języka, reszta włókien przywiera język do dna jamy ustnej. Poza tym mięsień ten ciągnie nagłośnię i kość gnykową dziobowo.
Brak napięcia mięśnia bródkowo-językowego grozi zapadnięciem się języka ku tyłowi, zamknięciem dróg oddechowych i uduszeniem. Ma to istotne znaczenie przy znieczuleniu.